# De Europæiske Socialdemokrater
De Europæiske Socialdemokrater (Party of European Socialists, fork. PES) er et europæisk politisk parti, der består af i alt 33 socialistiske, socialdemokratiske samt arbejderpartier fra EU's medlemslande samt Norge. PES danner en parlamentarisk gruppe i Europa-Parlamentet, Gruppen for Det Progressive Forbund af Socialdemokrater i Europa-Parlamentet (P&S), som er den næststørste med 184 MEP'er.
De Europæiske Socialdemokrater blev dannet i 1992. Partiets formand var fra april 2004 til 2011 Danmarks tidligere statsminister Poul Nyrup Rasmussen. Der skal skelnes mellem De Europæiske Socialdemokrater og den socialdemokratiske gruppe i parlamentet, der har en historie helt tilbage til Europa-Parlamentets etablering i 1953. Indtil valget i 1999 var gruppen parlamentets største. Gruppen ledes i øjeblikket af Martin Schulz, der er valgt for tyske SPD.

## Medlemmer
| Land           | Parti                                            |
| -------------- | ------------------------------------------------ |
| Danmark        | Socialdemokratiet                                |
| Frankrig       | Parti Socialiste                                 |
| Norge          | Arbeiderpartiet                                  |
| Rumænien       | Socialdemokratiske parti                         |
| Spanien        | Partido Socialista Obrero Español                |
| Storbritannien | England: Labour, Skotland: Scottish Labour Party |
| Sverige        | Sveriges socialdemokratiska arbetareparti        |
| Tyskland       | SPD                                              |
| Østrig         | SPÖ                                              |

## Formænd
Formænd for De Europæiske Socialdemokrater.
| Formand | Formand              | Land           | Nationalt parti              | Periode           | Periode           |
| ------- | -------------------- | -------------- | ---------------------------- | ----------------- | ----------------- |
| 1.      | Wilhelm Dröscher     | Tyskland       | SPD                          | April 1974        | Januar 1979       |
| 2.      | Robert Pontillon     | Frankrig       | Parti Socialiste             | Januar 1979       | Marts 1980        |
| 3.      | Joop den Uyl         | Holland        | Partij van de Arbeid         | Marts 1980        | Maj 1987          |
| 4.      | Vítor Constâncio     | Portugal       | Socialistisk Parti           | Maj 1987          | Januar 1989       |
| 5.      | Guy Spitaels         | Belgien        | Parti Socialiste             | Februar 1989      | Maj 1992          |
| 6.      | Willy Claes          | Belgien        | Socialistische Partij Anders | November 1992     | Oktober 1994      |
| 7.      | Rudolf Scharping     | Tyskland       | SPD                          | Marts 1995        | Maj 2001          |
| 8.      | Robin Cook           | Storbritannien | Labour Party                 | Maj 2001          | 24. april 2004    |
| 9.      | Poul Nyrup Rasmussen | Danmark        | Socialdemokratiet            | 24. april 2004    | 24. november 2011 |
| 10.     | Sergej Stanisjev     | Bulgarien      | Bulgariske socialistparti    | 24. november 2011 | 14. Oktober 2022  |
| 11.     | Stefan Löfven        | Sverige        | Socialdemokraterna           | 14. Oktober 2022  | ---               |